# Waltheria procumbens
Waltheria procumbens là một loài thực vật có hoa trong họ Cẩm quỳ. Loài này được J.G. Saunders & Soria mô tả khoa học đầu tiên năm 2005.